# ليندساي روز
ليندساي روز (بالفرنسية: Lindsay Rose)‏ (8 فبراير 1992 رين فرنسا - ) هو لاعب كرة قدم فرنسي يلعب كمدافع.

## وصلات خارجية
ليندساي روز على موقع قاعدة بيانات كرة القدم.إي يو (الإنجليزية)
- ليندساي روز على موقع ليكيب (الفرنسية)
- ليندساي روز على موقع ناشيونال فوتبول تيمز (الإنجليزية)
- ليندساي روز على موقع Soccerway.com (الإنجليزية)
- ليندساي روز على موقع عالم كرة القدم.نت (الإنجليزية)
- ليندساي روز على موقع AS.com (الإسبانية)
- ليندساي روز على موقع GSA (الإنجليزية)

لم يتم العثور على روابط لمواقع التواصل الاجتماعي.